# 南早紀 (ラグビー選手)
南 早紀（みなみ さき、1995年11月18日 - ）は、日本の女子ラグビーユニオン選手。横河武蔵野アルテミ・スターズ
所属。

## プロフィール
- 福岡県筑紫野市出身[1]。
- ポジションはプロップ(PR)、フッカー(HO)。
- 身長 163cm、体重 68kg
- 愛称は早紀、早紀ちゃん。
- 兄の南友紀もラグビー選手[2]。
- 女子日本代表キャップ数は29(2022年11月現在)。

## 来歴
2014年、筑紫高校卒業後、日本体育大学に入る。
2017年、女子ラグビーワールドカップ2017の15人制女子日本代表に選ばれた。
2018年、横河武蔵野アルテミ・スターズに加入。
2019年、女子日本代表の主将に就任。
2022年、ラグビーワールドカップ2021の15人制女子日本代表に選ばれた。
2023年1月24日、自身のTwitterアカウントで、当期限りでの現役引退を表明した。

## 人物
同姓同名の女性声優がいるが、両名ともに大分県中津市ゆかりの人物である（声優の南早紀は出身地、ラグビーの南早紀は本籍地）。この他にも誕生日が1日違いである（声優の南早紀は11月19日生まれ、ただし生年は声優の南早紀のほうが1年早い）など、本人も声優の南早紀との対面を望んでいる。